# ゴンサーロ・デ・ボルボン・イ・バッテンベルグ
ゴンサーロ・デ・ボルボン・イ・バッテンベルグ（Gonzalo de Borbón y Battenberg, 1914年10月24日 - 1934年8月13日）は、スペインの王族、スペイン王子（Infante  de España）。スペイン王フアン・カルロス1世の父方の叔父にあたる。
全名はゴンサーロ・マヌエル・マリーア・ナルシソ・アルフォンソ・マウリシオ（Gonzalo Manuel María Bernardo Narciso Alfonso Mauricio）。

## 生涯
スペイン王アルフォンソ13世と王妃であるバッテンベルク公女ヴィクトリア・ユージェニー（エナ）の間の末息子（第7子、五男）として生まれた。母はイギリスのヴィクトリア女王の孫娘の1人だったが、女王に起因する血友病の保因者でもあったため、ゴンサーロと長兄のアストゥリアス公アルフォンソ・ピオは血友病を抱えて生まれた。1931年4月にスペインに共和政府が樹立されると、家族とともに国外に脱出し、パリやフォンテーヌブローで亡命生活を送った。本来の入学予定先だったマドリード・コンプルテンセ大学への入学を断念し、1933年にベルギーのルーヴェン・カトリック大学工学部に入学した。
1934年8月、家族とともにヴェルター湖畔のペルチャッハ（オーストリア領ケルンテン州クラーゲンフルト郡）にあるラディスラウス・ホヨス伯爵（Ladislaus Hoyos）の別荘で夏の休暇を過ごした。8月11日、長姉ベアトリスと一緒に自動車でクラーゲンフルトを訪れ、別荘に戻る途中で事故に遭遇した。ベアトリスが運転していたところ、自転車を避けようとして壁に衝突したのである。ベアトリスは軽傷で済み、ゴンサーロも大した怪我が無いように見えたため、姉弟はそのまま別荘に帰った。しかしすぐにゴンサーロ付きの侍医が王子の腹部の深刻な内出血に気付いた。ゴンサーロは心臓が弱いため手術は不可能であり、なすすべなく2日後に亡くなった。19歳だった。
遺骸はペルチャッハの墓地に埋葬されたが、1985年になってエル・エスコリアル修道院内の王子廟（Panteón de Infantes）に移された。